# Jaroškov
Jaroškov este o arie protejată (arie specială de conservare — SAC, sit de importanță comunitară — SCI) din Republica Cehă întinsă pe o suprafață de 2,11 ha, integral pe uscat.

## Localizare
Centrul sitului Jaroškov este situat la coordonatele 49°06′43″N 13°40′29″E / 49.111944°N 13.674722°E.

## Înființare
Situl Jaroškov a fost declarat sit de importanță comunitară în aprilie 2005 pentru a proteja 1 specie de plante. Situl a fost protejat și ca arie specială de conservare în iulie 2012.

## Biodiversitate
Situată în ecoregiunea continentală, aria protejată nu include niciun habitat protejat.
La baza desemnării sitului se află o specie protejată de  plante: Gentianella bohemica.